# Suchoj Su-57
Suchoj Su-57, också kallad Suchoj T-50 eller Suchoj PAK-FA, (ryska: Сухой Су-57/Сухой Т-50/Сухой ПАК-ФА, Перспективный авиационный комплекс фронтовой авиации; translitteration: Perspektivnyj aviatsionnyj kompleks frontovoj aviatsii, ungefär avancerat taktiskt frontjaktplan; NATO-rapporteringsnamnː Felon, ung. engelsk betydelse "grov förbrytare") är ett ryskt femte generationens stridsflygplan som ska ersätta ryska flygvapnets Mikojan-Gurevitj MiG-29- och Suchoj Su-27-serier. Flygplanet ska vara jämförbart med amerikanska motsvarigheten Lockheed Martin F-22 Raptor.[källa behövs]

## Bakgrund
Projekt 701/T-50/PAK-FA påbörjades i slutet på 1990-talet och bygger delvis på teknik som testats med experimentflygplan som Su-47 Berkut, Su-37, MiG-29OVT och MiG-1.44. Projektet drivs av ett konsortium av företag under ledning av Suchoj OKB.
Ett närstående projekt inleddes tillsammans med Indien för att ta fram ett femte generations stridsflyg åt det indiska flygvapnet och möjligtvis även det ryska; utvecklingskostnaderna skulle delas mellan de två nationerna. Hur mycket som skiljde det rysk-indiska projektet från PAK-FA är okänt men det tyder på att det skulle vara jämförbart med det amerikanska F-35 som används av flertalet NATO-anslutna flygvapen.
I april 2018 meddelade Indien att man drog sig ur projektet. Anledningen var bland annat kostnader och tveksamma avtal med Ryssland när det gällde teknikutbyte mellan länderna.

## Flygtester
24 december 2009 genomfördes de första testerna av planets motorer med taxning på en landningsbana. Planet lyfte 29 januari 2010 från KnAAPO:s högkvarter i Komsomolsk-na-Amure. Premiärflygningen tog cirka 40 minuter.

## Olyckor och tillbud
Den 10 juni 2014 skadades den femte prototypen T-50-5 allvarligt av en motorbrand efter landning men piloten lyckades komma undan oskadd. Flygplanet skrevs sedan av. Delar återanvändes till den sjätte testprottoypen med inledande beteckning T50-6-1 som ändrades till T-50-5R.
Den 24 december 2019, dagar innan den ryska militären förväntade sig att ta emot sin första serieproducerade Su-57, kraschade flygplanet under flygtester inte långt från flygfältet. Piloten sköt ut sig och överlevde. Enligt ryska medier exploderade flygplanet vid kollisionen med marken. Ryska utredare fann fel på flygplanets bakdel som försvårade pilotens möjlighet att kontrollera flygplanet. Olyckan var ett stort bakslag för projektet som redan pågått i över 40 år. Kort efter kraschen sade Suchojs VD Igor Ozar upp sig ifrån sin tjänst. 

## Tillverkning/produktion
Tillverkningskostnaden planerades år 2019 till 40-45 miljoner USD per flygplan, vilket är avsevärt lägre än för de amerikanska motsvarigheterna F-22 och F-35. Enligt en rapport från Eurasian Times år 2023 är 139 miljoner dollar per plan troligare, trots flera försök att kapa kostnader.
Den tvåsitsiga exportversionen Su-57E kommer troligen kosta kring 100 miljoner dollar.

## Beställningar/leveranser
Ryssland skulle först beställa 60 flygplan redan 2016, detta kom dock att försenas och minskas på grund av tekniska och ekonomiska bekymmer under utvecklingens gång. I juli 2018 meddelade Ryssland att en mindre serie på cirka tolv flygplan köptes och att ingen massproduktion av Su-57 planerades för tillfället.
Indien var en samarbetspartner i projektet och hade planer på att köpa runt 200 plan. I april 2018 avbröt dock Indien samarbetet.
I maj 2019 offentliggjorde Rysslands president Vladimir Putin att beställningen på Su-57 plan hade utökats från 16 till 76 plan, med 2028 som oförändrat leveransdatum. Det första serietillverkade planet togs i bruk i december 2020.

## Bilder

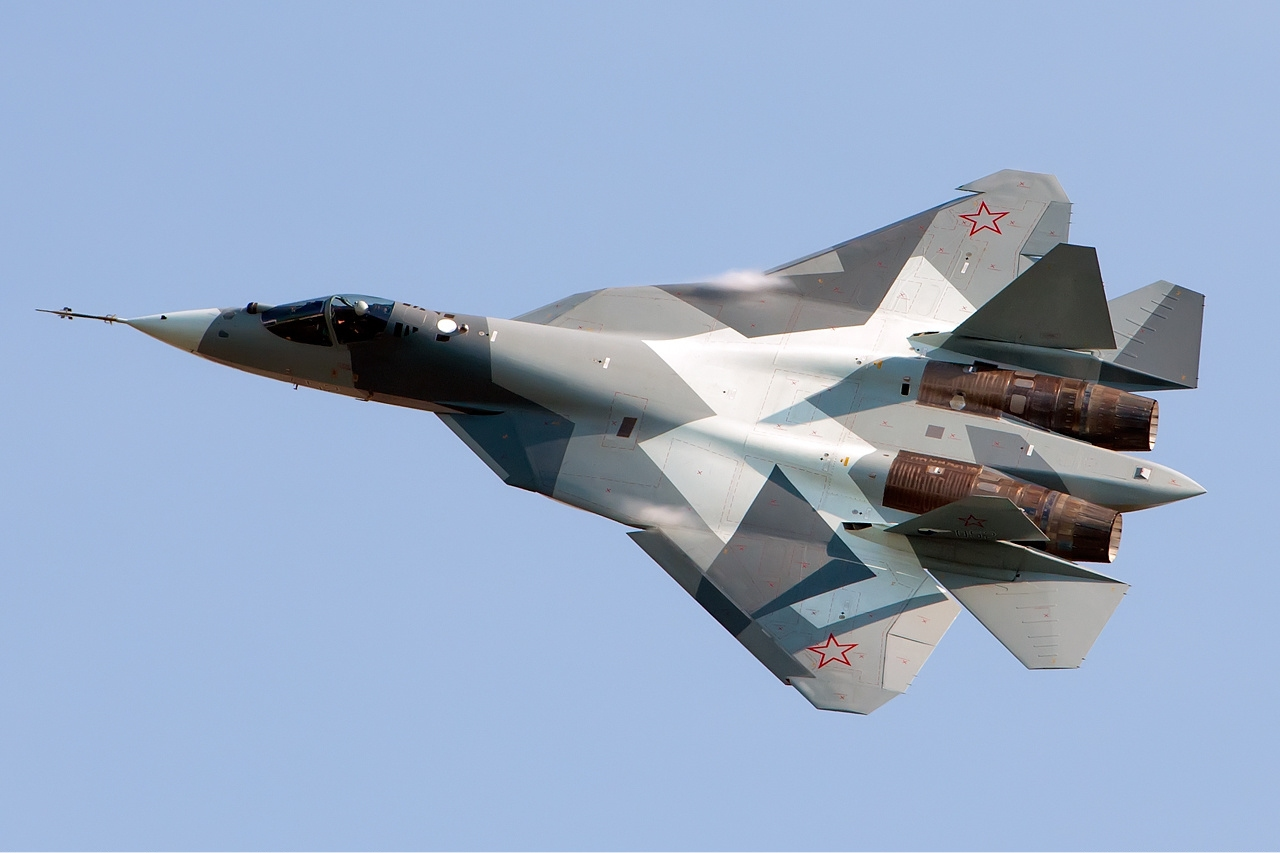
Suchoj T-50.
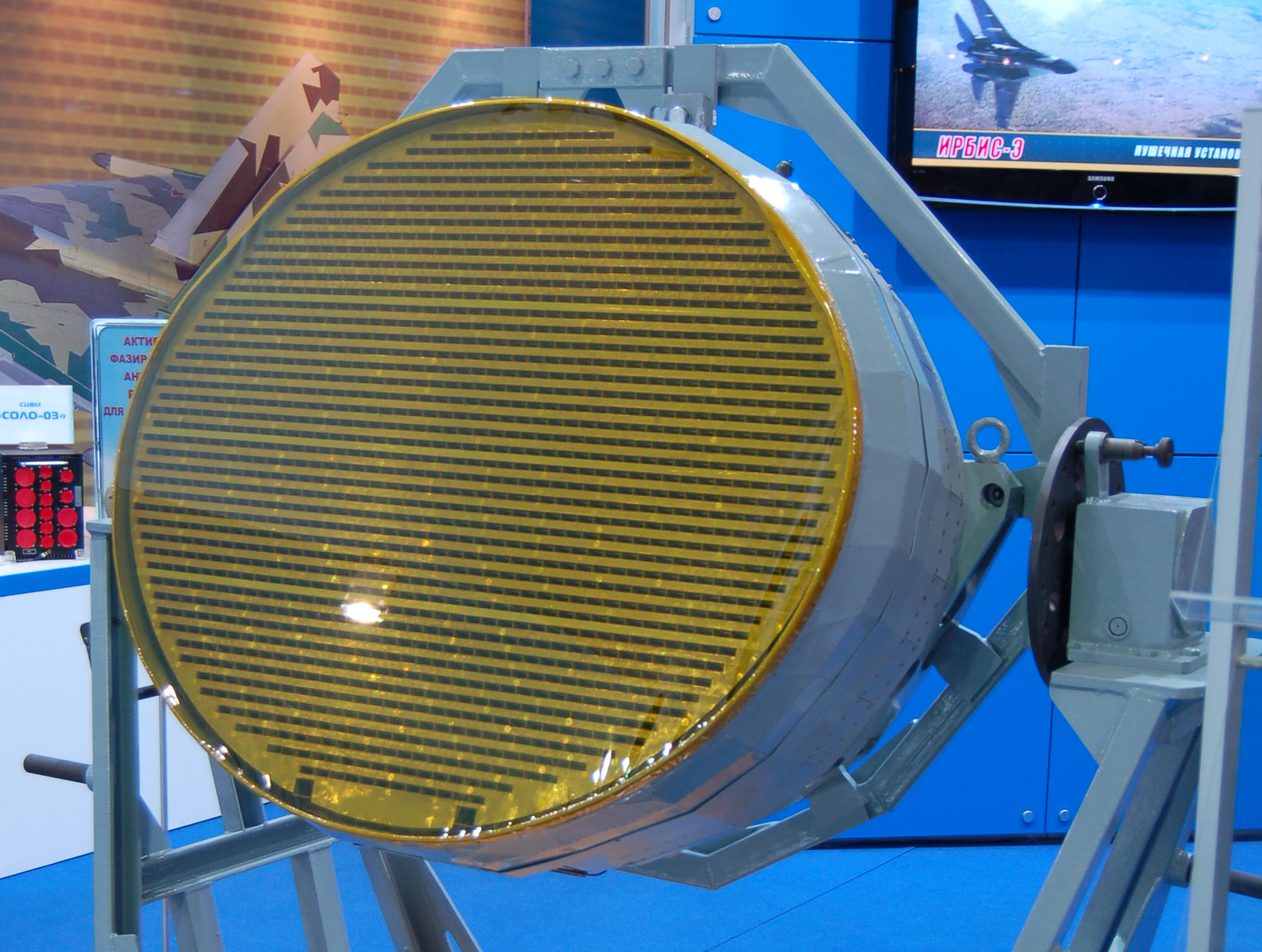
En radar som används på Suchoj Su-57/PAK-FA och det rysk-indiska samarbetsprojektet (2009).

## Jämförbara flygplan
- Lockheed Martin F-22 Raptor
- Lockheed Martin F-35 Lightning II (Joint Strike Fighter)
- Chengdu Jian-20